# لويس ساندريني
لويس ساندريني Luis Sandrini ؛(22 فبراير 1905 - 5 يوليو 1980) كان ممثل سينمائي أرجنتيني ومنتج أفلام. يعتبر على نطاق واسع واحدة من الكوميديين الأرجنتينيين الأكثر احتراما والأكثر شهرة من قبل الجمهور والنقاد. وقد حقق أكثر من 80 فيلم بين عامي 1933 و 1980.

## السنوات الأولى
ولد في حي كاباليتو وكان ابن جينوفيس من المهاجرين. كان والده ممثلا مسرحيا، وبدأ لويس بالعمل في سيرك بجوار والديه، مثل المهرج. في الثلاثينيات من القرن العشرين دخل المسرح، حيث التقى بزوجته الأولى،
الممثلة شيلا كورديرو Chela Cordero. بدأ لأول مرة في السينما عام 1933 في أول فيلم سينمائي أرجنتيني تانجو (فيلم) (إخراج لويس موغليا بارث) . كما ظهر في الإذاعة، حيث قدم فيليبي، الذي كان النموذج الأولي للرجل الجميل في بوينس آيرس، وهو ميغيل كوروناتو باز، الذي كان ناجحا جدا بعد ذلك بعامين نقل إلى التلفزيون على القناة 13،
حيث شارك الشاشة مع الكوميديين الآخرين مثل تاتو بوريس Tato Bores، ألبرتو أولميدو Alberto Olmedo، بيبي بيوندي، خوسيه مارونJosé Marrone، كارلوس بالا، درينغو فارياس وخوان كارلوس ألتافيستا، وآخرين.
في المسرح قدم "When the goblins hunt partridges"، ثم أخذت إلى السينما، ووراء الكواليس، دهش من جمال الممثلة الشابة مالفينا باستورينو Malvina Pastorino الذي تزوجا. وقد جعله هذا النجاح الباهر أكثر شخصية تمثيلا للعصر الذهبي للسينما الأرجنتينية؛
والتي أصبحت بعد ذلك راسخة في الفيلم الذي افتتحه "hotel accommodation series of the sixties".

## لويس ساندريني في الثقافة الشعبية
عرف لويس ساندريني قهر القلب ليس فقط من شعب بلاده ولكن أيضا من بقية العالم من أصل اسباني بسبب الخصائص الكبيرة لشخصياته.
وقد أشاد كثيرا بتفاصيله وقد بقت شخصياته حديث الناس بعد سنوات عديدة من إطلاق أول أفلامه.
ويذكر الكاتب البيروفي ماريو فارغاس لوسا، الفائز بجائزة نوبل للأدب في عام 2010، ساندريني في مقال في روايته Who Killed Palomino Molero؟: " لويس ساندريني، الذي جعل الناس يضحكون الكثير، ولكن ليس عليهم .
من بين الجوائز والاعترافات التي حصل عليها الأكاديمية الأرجنتينية للفيلم السينمائي جائزة والعلوم السينمائية لأفضل ممثل في عام 1950 ، وإشارة خاصة خاص في عام 1949 "لأدائه الرائع في السينما الأرجنتينية"،جائزة كوندور الفضية لأفضل فيلم كوميدي في عام 1950 لدون خوان تينوريو وخوان غلوبو، وكوندور الفضية لأفضل ممثل في عام 1954 لصالح لا كاسا غراندي و 1972 ل لا فاليجا وجائزة أونور كونيكس لعام 1981، وهذا الأخير بعد وفاته.

## أفلامه
- My Family's Beautiful! (1980)
- Frutilla (1980)
- Diablo metió la pata (1980)
- Vivir con alegría (1979)
- Casamiento de Laucha, El (1977)
- Así es la vida (1977)
- Canto cuenta su historia, El (1976)
- Chicos crecen, Los (1976)
- Yo tengo fe (1974)
- Hoy le toca a mi mujer (1973)
- Professor Tirabombas, El (1972)
- Mi amigo Luis (1972)
- Pájaro loco (1971)
- Professor patagónico, El (1970)
- Elefante color ilusión, Un (1970)
- Pimienta y pimentón (1970)
- El Profesor hippie (1969) .... Professor Héctor 'Tito' Montesano

Kuma Ching (1969)
- En mi casa mando yo (1968) .... Esteban Rossi
- Cuando los hombres hablan de mujeres (1967) .... Alejandro
- ¡Al diablo con este cura! (1967) .... Padre Francisco Lambertini
- Pimienta (1966) .... Peregrino Ferrari
- Bicho raro (1965)
- Viaje de una noche de verano (1965)
- Mujeres los prefieren tontos, Las (1964)
- Cigarra no es un bicho, La (1964) .... Taxi Driver
- Castillo de los monstruos, El (1964) .... El Profesor
- Y el cuerpo sigue aguantando (1961)
- Chafalonías (1960)
- "Felipe" (1960) TV Series .... Felipe
- Mi esqueleto (1959)
- Hombre que hizo el milagro, El (1958)
- Fantoche (1957)
- Hombre virgen, El (1956)
- Barro humano, El (1955) .... Taxista
- Cuando los duendes cazan perdices (1955)
  - Maldición gitana (1953)
- The Seducer of Granada (1953)
- Casa grande, La (1953)
- Payaso (1952)
- Me casé con una estrella (1951)
- Culpa la tuvo el otro, La (1950) .... Víctor Valdez/Sincerato Cuesta/Víctor Valdez's Mother
- Seductor, El (1950)
- Baño de Afrodita, El (1949)
- Embajador, El (1949) .... Palmiro Sosa
- Juan Globo (1949)
- Don Juan Tenorio (1949)
- ¡Olé torero! (1948) .... Manuel
- Yo soy tu padre (1948)
- The Thief (1947) .... Plácido López
- The Private Life of Mark Antony and Cleopatra (1947) .... Marco Antonio
- Diablo andaba en los choclos, El (1946)
- The Maharaja's Diamond (1946)
- The Dance of Fortune (1944)
- Dos rivales, Los (1944)
- Captain Poison (1943) .... Jorge de Córdoba
- Suerte llama tres veces, La (1943)
- Amor último modelo (1942)
- The House of the Millions (1942)
- Sensational Kidnapping (1942)
- Peluquería de señoras (1941)
- Más infeliz del pueblo, El (1941)
- Chingolo (1940)
- Bebé de contrabando, Un (1940)
- Palabra de honor (1939)
- Bartolo tenía una flauta (1939)
- Canillita y la dama, El (1938)
- Casa de Quirós, La (1937)
- Cañonero de Giles, El (1937)
- Melodías porteñas (1937)
- Segundos afuera! (1937)
- Loco lindo (1936) .... Miguelito Andrade
- Don Quijote del altillo (1936) .... Eusebio
- Muchachada de a bordo, La (1936)
- Riachuelo (1934)
- Hijo de papá, El (1934)
- Los tres berretines (1933)
- ¡Tango! (1933) .... Berretín

## وصلات خارجية
- لويس ساندريني على موقع IMDb (الإنجليزية)
- لويس ساندريني على موقع قاعدة بيانات الفيلم (الإنجليزية)